# Doniaburen
Doniaburen est un hameau de la commune néerlandaise de Súdwest Fryslân, dans la province de Frise. Son nom en frison est Doniabuorren.

## Géographie
Le hameau se situe près de la rive de l'IJsselmeer à l'ouest, entre Ferwoude au nord et Workum au sud.